# Schützenverband „Strzelec“

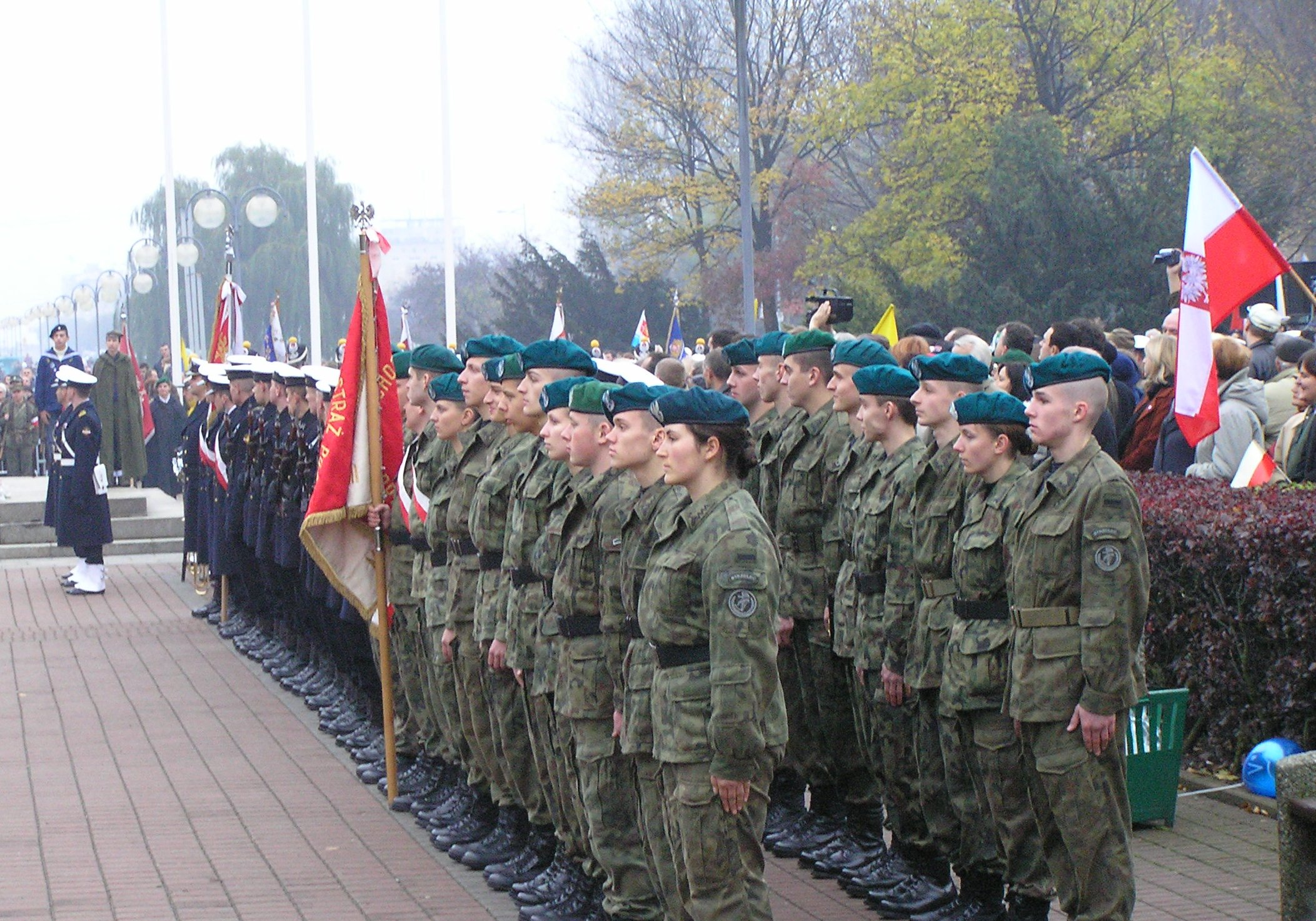
Mitglieder des Schützenverbands „Strzelec“.

Der Schützenverband „Strzelec“ (polnisch Związek Strzelecki; „Strzelec“ = „Schütze“) ist eine paramilitärische Jugendorganisation in Polen.

## Geschichte
Gegründet wurde sie 1909 in Lemberg aus bereits bestehenden Bürgerwehren. Ihr erster Kommandant war Józef Piłsudski. Zu ihren Aufgaben zählt unter anderem die Vorbereitung der Jugend auf den Militärdienst, sie ist jedoch kein Teil der Polnischen Streitkräfte. Im September 1939 zählte die Organisation 500.000 Mitglieder, die zur Unterstützung der polnischen Armee abkommandiert wurden. Prominente Mitglieder und Führer des Schützenverbandes waren unter anderem Edward Rydz-Śmigły, Władysław Sikorski, Walery Sławek und Włodzimierz Tetmajer. Die Wiedergründung erfolgte 1994.